# Alla (chanteur)
Pour les articles homonymes, voir alla.
Alla, en arabe : علا, de son vrai nom Abdelaziz Abdallah est un musicien algérien né le 15 juin 1946 à Béchar (Algérie). Musicien, compositeur, il a rehaussé la musique sahraoui traditionnelle algérienne et son genre le Foundou pour lui donner une dimension universelle.

## Biographie
Fils de Abdelaziz Embarek venu de Taghit (sud-est de Béchar), et d'une mère originaire de Tafilalet, au sud-est du Maroc. Dernier d'une famille de 12 enfants, il quitte l'école à l'âge de 15 ans pour commercer une vie professionnelle assez dure, il commence par travailler comme simple électricien puis boulanger avant d'ouvrir son propre magasin de meubles en 1986.

## Carrière
À l'âge de 16 ans il fabrique son propre luth de fortune à base de bidon, de bout de bois en guise de manche et de câbles de frein de vélo pour les cordes. Ces premiers fans étaient  ces copains du quartier qui l'ont adopté très rapidement.
En 1972, Alla réussit à acheter son premier luth et commence ainsi à jouer des variantes traditionnelles de la région, peu après une période de développement et de maîtrise, Alla refusant de se conformer aux notes musicales classiques développa un style propre à lui et le nomma le Foundou qui réside sur des chants de luth de musique calme improvisée combinant des dimensions berbère, arabe et africaine (certains évoquent l'origine du terme de « fond doux », d'autres de son père qui était surnommé Embarek Foundou, parce qu’il travaillait à cette époque au « fond 2 » de la mine de Kenadsa).
Début 1992, il voyage en France pour représenter l'Algérie dans un concert donné à l’Unesco, et contre toute attente il décide de s'y installer, et pour se faciliter cela il entre en studio (Disque Al Sur aujourd'hui Concord) pour enregistrer ses premiers albums (en 1992, 1994, 1996), bien qu'il n’accepte qu’à moitié ce fait car il a toujours eu une relation absolue, mystique, avec la musique et longtemps, il s’est interdit d’en faire commerce et de faire carrière. Il se produit en concert à travers le monde, de Paris à Stockholm, en passant par Belo Horizonte et Casablanca. En 2001, Lyndaris Production parvient à le convaincre de faire son retour ; il enregistre Zahra distribué par Night & Day.

## Particularités
La démarche d’Alla est faite d’improvisation au fil des soirées. Il ne se souvient jamais de ce qu’il a joué la veille ; son inspiration : « tout ce qui me fait mal ressort », dit-il.
Alla demeure plus que jamais l’un des maîtres du luth, d’envergure internationale. L’un de ses pairs, l’Irakien Mounir Bachir, déclare un jour à un groupe de journalistes algériens : « mais vous avez en Algérie un luthiste exceptionnel, dont le jeu échappe aux schémas de la musique arabe ».
Son genre musical peut se définir comme un rythme battu sur un luth (oud). Une improvisation, à partir de quelques thèmes empruntés au musicien, un accompagnement rythmique avec des ustensiles de fortune, et par celui qui le désire, les longs silences impromptus, un égrènement aérien des sons, une derbouka grave et vibrante, frappée à la manière d’une tabla, le tout dans l’intemporalité, la plénitude des instants, des grands espaces… Depuis lors, à partir de Béchar, le Foundou essaime et Alla contribue à le faire découvrir au public algérien et international.

## Distinctions, prix et reconnaissances
En juin 2018, une stèle artistique représentant un Oud (Luth) géant est installée sur un rond-point de Béchar, ville natale de l'artiste.

## Discographie
- Foundou de Béchar, 1992[3].
- Taghit, 1994[3].
- Tanakoul, 1996[3].
- Zahra, 2002[4].